# Edgars Krūmiņš
Edgars Krūmiņš (Jelgava, 16 de outubro de 1985) é um jogador letão de basquete profissional.
Ele conquistou a medalha de ouro nos Jogos Olímpicos de Verão de 2020 na disputa 3x3 masculino com a equipe da Letônia, ao lado de Agnis Čavars, Kārlis Lasmanis e Nauris Miezis.